# Олійник Віталій Юрійович
Віталій Юрійович Олійник (нар. 27 серпня 1978, Дніпропетровськ) — український футболіст, що грав на позиції воротаря. Найбільш відомий за виступами у клубі вищої ліги України «Металург» із Запоріжжя.

## Клубна кар'єра
Віталій Олійник народився в Дніпропетровську, та є вихованцем місцевої ДЮСШ «Дніпро-75». Розпочав виступи на футбольних полях у складі аматорської команди |«Сталь» з Дніпропетровська у 1996 році. У 1997 році футболіст дебютував у професійному футболі в складі команди другої ліги «Гірник» з Павлограда. Наступного року Олійник отримав запрошення від клубу вищої ліги України «Металург» із Запоріжжя, в якій грав до кінця сезону 1998—1999 років, проте зіграв у першій команді лише 3 матчі чемпіонату й 1 матч Кубка України, та більше часу провів у фарм-клубі «Металург-2» у другій лізі. На початку сезону 1999—2000 років футболіст перейшов до складу команди першої ліги «Поліграфтехніка» з Олександрії, проте сидів лише в запасі команди, і більше грав у оренді за клуб другої ліги «Кремінь» з Кременчука. У 2000 році Олійник грав у складі аматорського клубу «Оріон» з Новомосковська, провів 1 матч Кубка України та грав у аматорській першості за «Торпедо» із Запоріжжя, а також грав за аматорський клуб з Дніпропетровська ЦСД. У 2001 році футболіст перейшов до складу аматорської команди «Сталь» із Дніпродзержинська, яка з середини року розпочала виступи в другій лізі. У складі «Сталі» Віталій Олійник грав до кінця 2004 року, після чого став гравцем команди другої ліги «Вуглик» з Димитрова. Після 2005 року футболіст у професійних командах не виступав.